# Raport Brzeszczota
Raport „Brzeszczota” – raport datowany na początek grudnia 1946 roku. Sporządzony na podstawie informacji ustnych od kapitana Wacława Alchimowicza. Raport zawierał opis struktury organizacyjnej MBP, charakterystykę jego pracowników i władz, zawierał sugestię o konieczności przeprowadzenia „likwidacji mózgów MBP” tj. osób należących do ścisłego kierownictwa MBP (Brystigerowa, Czaplicki, Różański i inni). Przy pomocy raportu „Brzeszczota” MBP chciało rozpracować i skompromitować podziemie wobec społeczeństwa „działalnością bandycką”. Tadeusz Płużański raport przepisał na maszynie, naniósł poprawki stylistyczne. W zredagowanej przez siebie odpowiedzi na wytyczne przekazane przez władze emigracyjne, mylnie przypisywanej W. Pileckiemu, zawarł odniesienie do raportu Brzeszczota.

Poza tym całkowite odżegnywanie się od akcji zbrojnych, poza przypadkami akcji ideowej partyzantki, nie może mieć również zastosowania z powodu konieczności likwidacji czołowych asów MBP czy PPR. Akcje takie, jak to wskazuje raport Brzeszczota, muszą mieć miejsce, o ile chce się skutecznie przeciwdziałać zupełnemu zsowietyzowaniu Polski. Mają one jeszcze tę dobrą stronę, że podnoszą na duchu Naród, który się otrzęsie i będzie wierzył w siłę ruchu oporu.

Witold Pilecki raport „Brzeszczota” wraz z odpowiedzią Płużańskiego przekazał przy pomocy „Elżbiety” Marii Wolfówny na Zachód do sztabu gen. Andersa 2. Korpusu Polskiego.